# Emilie Tegtmeyer
Leopoldine Emilie Ernestine „Emmy“ Tegtmeyer (* 5. Januar 1827 in Hornsmühlen, Holstein; † 16. Februar 1903 in Bremen) war eine deutsche Schriftstellerin und Lehrerin.

## Biografie
Tegtmeyer war das Kind des Papierfabrikanten Jost Georg Tegtmeyer und der Ernestine Catharina Leopoldine Tegtmeyer geb. Spethmann. Die Papiermühle existierte seit 1685 und war bis 1865 in Betrieb. Sie erhielt in ihrem Elternhaus Privatunterricht und wurde nach der Konfirmation zur weiteren Ausbildung für einige Jahre zu ihrem Schwager, dem Pastor Friedrich Daniel Binge in Kellinghusen, geschickt. Sechs Jahre lang war sie Erzieherin in verschiedenen Familien.
Danach lebte sie in Bremen, Petristraße 5, bei ihrer Tante Anna Margaretha Iken geb. Tegtmeyer (* 9. Mai 1794 in Hornsmühlen; † 8. Juli 1862 in Bremen), die seit 28. April 1821 mit Hermann Heinrich Arnold lken (* 13. Juni 1792 in Bremen; † 29. März 1872 in Bremen), Erheber der direkten Steuern in der Stadt Bremen, verheiratet war. Margaretha war eine Schwester von Emilies Vater Jost Georg Tegtmeyer.
Nach dem Tode ihrer Tante Margaretha führte sie bis 1872 das Haus ihres verwitweten Onkels. Als dieser 1872 ebenfalls starb, bezog sie mit ihrer Freundin Julie Rodowe, die wie sie Lehrerin war, eine gemeinsame Wohnung in Bremen, 1873 in der Schillerstraße 24, 1875 bis 1879 Besselstraße 74, dann Fesenfeldt 21g. 1902 wurde sie im Bremer Adressbuch als „Schriftstellerin“ bezeichnet, vorher gab sie ihren Beruf mit „Lehrerin“ an.

## Werk
Tegtmeyer schrieb historische Romane. Zweimal (1862 und 1868) brachte sie Werke über die Kaiserbrüder heraus, aber es handelte sich um zwei verschiedene Paare. In ihrem ersten vierbändigen Werk schreibt sie über König Friedrich den Schönen (um 1286–1330) und seinen Vetter Kaiser Ludwig den Bayern (1287–1347). Die Handlung des Romans spielt in den Jahren 1314 bis 1330. Friedrich der Schöne und Ludwig der Bayer kämpfen um den Besitz der Kaiserkrone. Die Schlacht von Mühldorf (1322) bringt eine Entscheidung. Schließlich regieren sie als „Kaiserbrüder“ gemeinsam das Reich.
Tegtmeyers späteres Werk Die Kaiserbrüder. Dichtung und Wahrheit aus der neuesten Geschichte (1868) handelte von dem österreichischen Kaiser Franz Joseph I. und seinem Bruder Maximilian I. von Mexiko († 1867).
Ein weiteres Mal kamen Tegtmeyer ihre Kenntnisse der österreichischen Kaiserfamilie zugute: 1891 gestaltete sie im Auftrag der Ehefrau von Johann Georg Lohmann das Werk Erinnerungen aus dem Leben Johann Georg Lohmanns und verwendete darin Teile der Reisebeschreibung Maximilian I., in der er über einen Besuch in Bahia bei dem österreichischen Konsul Lohmann berichtet.
Das Werk Die Tochter des Bürgermeisters verwertete Forschungsarbeiten des Rechtsanwalts Dr. A. Kühtmann über den Bremer Bürgermeister Statius Speckhan, die im zwölften Band des Bremischen Jahrbuches veröffentlicht sind.
In dem Werk Die Blutsaat geht es um die Ermordung des bremischen Reformators Heinrich von Zütphen. Dabei verwendete Emilie Tegtmeyer Informationen aus der Biografie des Reformators, die 1886 von Pastor J. F. Iken verfasst wurde.
Von Tegtmeyers kleineren Schriften ist der Band mit den Erzählungen Der Schiffer von Sylt und Eine Perle am Wege wegen der Schilderung der Bewohner Sylts bemerkenswert.
In dem Gedicht Der nächtliche Ritt beschreibt sie die Rettung des Dänenkönigs Waldemar II., der in der Schlacht bei Bornhöved 1227 vom Grafen Adolf von Holstein unter Mithilfe des Erzbischofs von Bremen und der Ditmarschen gründlich geschlagen wurde. Wie die Sage erzählt, stand die heilige Jungfrau dem Grafen in der Schlacht bei, indem sie ihren Schleier vor die Sonne hielt, so dass die Holsteiner im Schatten kämpften, während das Sonnenlicht die Dänen blendete. Das Gedicht basiert auf der gleichen Sage und schildert die Rettung des verwundeten Königs durch seinen edelmütigen Feind, den Grafen Adolf von Holstein. In einem nächtlichen Ritt brachte der Graf den verwundeten König nach Kiel.

## Werke
- Die Kaiserbrüder. Historischer Roman. (4 Bände) Aschenfeldt, Lübeck 1862.
- Die Kaiserbrüder. Dichtung und Wahrheit aus der neuesten Geschichte. Dritter Theil: I. Abtheilung / Kaiser Maximilian I. oder Das Opfer des Verraths, II. Abtheilung / Kaiser Franz Josef I. Fr. Karafiat, Brünn 1868.
- Helene. Tagebuchblätter aus dem russischen Salonleben. Serielle Ausgabe: Die Gartenlaube, 1875; Buchausgabe: Kröner, Stuttgart 1881–1882.
- Der Schiffer von Sylt. Eine Perle am Wege. Zwei Erzählungen. Hoernum-Bild Schwarz, Hörnumn (Sylt) 1880. / Carl Schünemann Verlag, 1887.
- Die Tochter des Bürgermeisters. Eine Erzählung aus der bremischen Vergangenheit. Schünemann, Bremen 1885.
- Die Blutsaat. Erzählung aus der Reformationszeit. Costenoble, Jena 1890.
- Erinnerungen aus dem Leben Johann Georg Lohmanns. Als Manuskript gedruckt und im Auftrag seiner Ehefrau unter Mitwirkung der Bremer Schriftstellerin Emilie Tegtmeyer verfasst, Bremen 1891.
- Lebenskämpfe. Erzählung. Verlag des christlichen Zeitschriftenvereins, Berlin 1897.
- Der nächtliche Ritt, Gedicht (E-Text)